# Bryum lanceolatum
Bryum lanceolatum là một loài Rêu trong họ Bryaceae. Loài này được (Hook. & Wilson) Mitt. mô tả khoa học đầu tiên năm 1882.